# Termanology
Daniel Carrillo, född 8 oktober 1982 i Lawrence, Massachusetts, är en rappare mer känd vid sitt artistnamn Termanology. Han är känd för sin mixtapeserie Hood Politics. Hans främsta samarbetspartners är Statik Selektah och DJ Premier.

## Diskografi

### Album
- Politics As Usual
  - Skivbolag: Nature Sounds
  - Utgivet: 30 september, 2008

- 1982 (med Statik Selektah)
  - Skivbolag: Showoff, ST
  - Utgivet: 26 oktober, 2010

- Fizzyology (med Lil' Fame)
  - Skivbolag: Showoff, ST
  - Utgivet: 26 oktober, 2010

### Mixtapes
- Hood Politics I
- Hood Politics II
- Hood Politics III
- Hood Politics IV
- Hood Politics V
- 50 Bodies
- If Heaven Was A Mile Away: A Tribute to J Dilla

### Samlingsalbum
- Bringin It Back- Mic Stylz & Termanology (Jimmy Sprinkles Presents Southernaire)
- Boston- M-Dot /Termanology & Rev (Jimmy Sprinkles Presents Southernaire)